# Promyohyrax namibiensis
Il promioirace (Promyohyrax namibiensis) è un mammifero estinto, appartenente ai macroscelidi. Visse nell'Eocene medio/superiore (circa 40-38 milioni di anni fa) e i suoi resti fossili sono stati ritrovati in Africa.

## Descrizione
Questo animale doveva assomigliare a un odierno toporagno elefante, e le dimensioni dovevano essere comprese tra quelle dei generi Nasilio e Petrodromus. I denti erano parzialmente ipsodonti (a corona alta), al contrario dei denti brachidonti dei macroscelidi attuali, anche se non ipsodonti come quelli dei successivi Myohyrax e Protypotheroides. I molari erano dotati di uno spesso strato di smalto. La mandibola era robusta ma bassa, e il ramo ascendente era orientato quasi verticalmente. Promyohyrax era caratterizzato da radici molto sviluppate di molari e premolari, incisivi centrali superiori spatolati e a pettine, e un canino superiore a radice singola. Una caratteristica importante della dentatura di Promyohyrax era data dalla presenza di fossette profonde e strette sui molari, a suggerire che la parziale ipsodontia era sviluppata nell'apice della corona.

## Classificazione
Promyohyrax namibiensis venne descritto per la prima volta nel 2021 sulla base di resti fossili ritrovati in Namibia, nella zona di Sperrgebiet, in un complesso tufaceo risalente al Bartoniano-Priaboniano noto come "Eocliff ("dirupi dell'Eocene"). Promyohyrax è considerato il membro più antico della famiglia Myohyracidae, un gruppo di macroscelidi caratterizzati da una dentatura stranamente ipsodonte; a causa dei molari solo parzialmente ipsodonti, Promyohyrax è considerato ancestrale ai più derivati Myohyrax e Protypotheroides del Miocene.

## Paleoecologia
La dentatura di Promyohyrax indica che questo animale probabilmente includeva erba nella sua dieta, anche se la sua principale fonte di cibo doveva essere di origine animale.